# Sichuania alterniloba
Sichuania alterniloba är en oleanderväxtart som beskrevs av Michael George Gilbert och P. T. Li. Sichuania alterniloba ingår i släktet Sichuania och familjen oleanderväxter. Inga underarter finns listade i Catalogue of Life.